# Gornje defsko jezero
Gornje defsko jezero (alb. Liqeni i Epërm i Defskos, srp. Горње дефско језеро) je planinsko jezero koje se nalazi u Šar planini na nadmorskoj visini od 2,130 metara, na Kosovu. Mali potok izvire iz Gornjeg Defskog jezera i teče prema jugu da bi se spojio sa rijekom Radikom.